# Problème de Napoléon

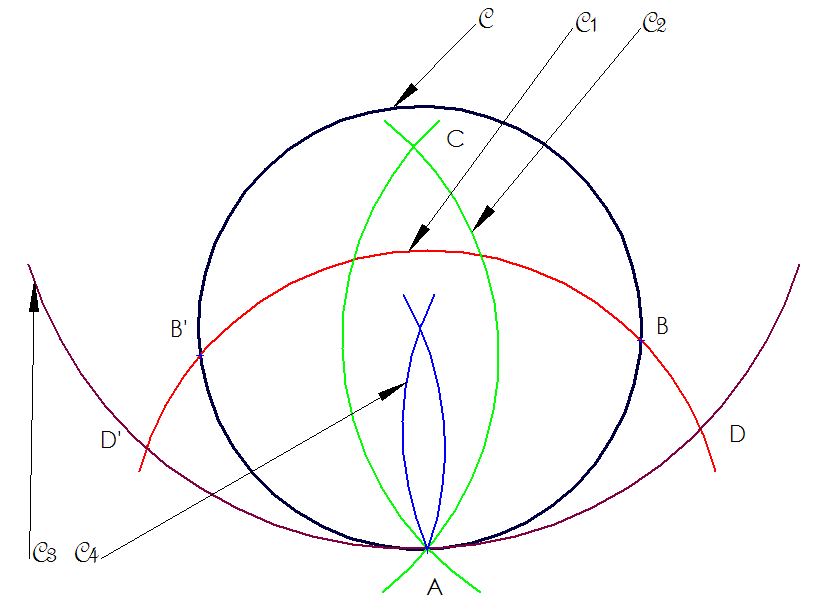
Figure 1 : construction (voir commentaires en section « Construction » de cet article)

En géométrie plane, le problème de Napoléon consiste à construire au compas seul le centre d'un cercle donné. On attribue souvent ce problème et sa démonstration à Napoléon Ier, mais il n'est pas sûr que cette démonstration soit de lui. Certes, il est connu pour son goût pour les mathématiques et sa formation d'artilleur lui permet d'en maîtriser les rouages. Cependant, à la même époque, l'Italien Lorenzo Mascheroni publie sa Géométrie du compas, ouvrage dans lequel il étudie justement les constructions au compas seul. Mais au livre dixième, chapitré « des centres », seul le problème 143, qui explique et démontre comment trouver le centre d'un cercle donné, traite la question, et ce de façon très différente de celle dite de Napoléon exposée ici.    

## Construction
Soit le cercle {\displaystyle {\mathcal {C}}} dont on veut déterminer le centre (cercle entier noir sur la figure 1). Soit un point A de ce cercle {\displaystyle {\mathcal {C}}} (en bas du cercle noir sur la figure 1). 
Le cercle {\displaystyle {\mathcal {C}}_{1}} centré en A rencontre ce cercle {\displaystyle {\mathcal {C}}} en B et B' (arc de cercle en rouge sur la figure 1).
Les deux cercles {\displaystyle {\mathcal {C}}_{2}} centrés en B et B' et passant par A se rencontrent au point C (deux arcs de cercles verticaux en vert sur la figure 1).
Le cercle {\displaystyle {\mathcal {C}}_{3}} centré sur C et passant par A rencontre {\displaystyle {\mathcal {C}}_{1}} en D et D' (grand arc de cercle en magenta foncé en bas de la figure 1).
Deux cercles {\displaystyle {\mathcal {C}}_{4}} centrés en D et D' et passant par A se rencontrent en X dont il faut démontrer qu'il coïncide avec O le centre du cercle {\displaystyle {\mathcal {C}}} noir donné (deux arcs de cercle verticaux en bleu sur la figure 1).
Remarque : Il est nécessaire, pour que la construction soit réalisable, de prendre pour le rayon du cercle {\displaystyle {\mathcal {C}}_{1}}, une quantité ni trop grande, ni trop petite. Plus précisément, il faut que ce rayon soit compris entre la moitié et le double du rayon du cercle {\displaystyle {\mathcal {C}}}.

## Démonstrations

### À l'aide des propriétés du triangle rectangle

Figure 2 : construction de

Le principe de la démonstration est la possibilité de construire, au compas seul, la longueur {\displaystyle b^{2}/a} si les longueurs {\displaystyle a} et {\displaystyle b} sont connues en construisant la diagonale d'un losange de côté {\displaystyle b} dont 3 des sommets sont sur un cercle de rayon {\displaystyle a}. 
La démonstration s'appuie sur les propriétés du triangle rectangle. 
Dans la figure 2 ci-jointe, {\displaystyle ABCB'} est un losange de côté {\displaystyle b} et {\displaystyle A,\,B,\,B'} sont situés sur un cercle de rayon {\displaystyle a}. Le triangle {\displaystyle ABA'} est rectangle en {\displaystyle B} ; {\displaystyle H} est le pied de sa hauteur issue de {\displaystyle B}, on peut donc écrire l'égalité suivante :

Donc :

Or, dans la construction précédente (figure 1), on retrouve deux fois une configuration de ce type : 
- les points {\displaystyle A}, {\displaystyle B} et {\displaystyle B'} sont sur le cercle de centre {\displaystyle O} et de rayon {\displaystyle r}, les points  {\displaystyle A,\,B,\,C,\,B'} dessinent un losange de côté  {\displaystyle R}, donc, d'après la construction explicitée ci-dessus,  la diagonale AC a pour longueur:

- les points {\displaystyle A}, {\displaystyle D} et {\displaystyle D'} (voir figure 1) sont sur le cercle de centre {\displaystyle C} et de rayon {\displaystyle CA={\frac {AB^{2}}{r}}}, les points  {\displaystyle A,\,D,\,X,\,D'} dessinent un losange de côté {\displaystyle R}, donc, toujours d'après la construction explicitée ci-dessus,  la diagonale AX a pour longueur:

.En effet, puisque {\displaystyle D} appartient aussi au cercle de centre {\displaystyle A} et de rayon {\displaystyle AB}, {\displaystyle AD=AB}.

Le point {\displaystyle X}, situé sur l'axe de symétrie {\displaystyle ACO} de la figure 1 et à une distance {\displaystyle r} de {\displaystyle A}, est donc bien le centre {\displaystyle O} du cercle passant par {\displaystyle A}, {\displaystyle B} et {\displaystyle B'}.

### À l'aide d'une inversion
Les médiatrices des segments {\displaystyle AB} et {\displaystyle AB'}, dont les extrémités sont des points du cercle {\displaystyle {\mathcal {C}}}, se coupent en {\displaystyle O} centre recherché de ce cercle. Dans l'inversion de centre {\displaystyle A} qui laisse le cercle {\displaystyle {\mathcal {C}}_{1}} inchangé ces médiatrices sont les inverses des deux cercles {\displaystyle {\mathcal {C}}_{2}}. Le point {\displaystyle C} est donc l'inverse du point {\displaystyle O}. Les médiatrices des segments {\displaystyle AD} et {\displaystyle AD'}, dont les extrémités sont des points du cercle {\displaystyle {\mathcal {C}}_{3}}, se coupent au centre {\displaystyle C} de ce cercle. Dans la même inversion, les cercles {\displaystyle {\mathcal {C}}_{4}} dont les centres sont sur le cercle {\displaystyle {\mathcal {C}}_{1}} sont les inverses de ces deux médiatrices. Ils se coupent donc en {\displaystyle O}.

## Autres problèmes
Il existe au moins deux autres problèmes de constructions appelés "problèmes de Napoléon", les deux ayant en commun d'être des problèmes de construction dans le cercle à partir du compas seul.

### Diviser un cercle en quatre arcs égaux, avec le centre donné
A partir d'un point X sur le cercle C de centre O, on trace un arc passant par O ; les points d'intersection sont notés points V et Y. En répétant l'opération en centrant le compas en Y, on construit X et Z. On peut déjà remarquer que les segments OV, OX, OY, OZ, VX, XY, YZ sont égaux, de longueurs égales au rayon de C.
On trace maintenant un arc centré en V passant par Y, et un arc centré en Z passant par X ; ces deux arcs se croisent en T. Les distances VY et XZ sont alors égalés à √3 fois le rayon de C.
On trace un arc de cercle en Z et de rayon OT (qui vaut √2 fois le rayon de C) qui croise le cercle en U et W. Alors UVWZ est un carré et les arcs UV, VW, WZ et ZU sont tous égaux à un quart du périmètre du cercle C.

### Construire le milieu d'un segment de droite, connaissant ses extrémités

Construction du milieu d'une distance ou d'un segment de droite, uniquement au compas

Soit |AD| la distance donnée, dont on cherche la moitié uniquement avec le compas, donc sans possibilité de tracer le segment AD et de construire le point milieu comme intersection du segment avec la médiatrice.
On construit deux cercles (C1) centré en A et (C2) centré en D, de même rayon |AD|, qui se croisent en B et B'.
Le cercle (C3) centré en B' et de rayon |B'B| (= √3 ×|AD|) croise le cercle (C2) en B et un autre point A'.
Le cercle (C4) centré en A' de rayon |A'A| croise le cercle (C1) en E et E'.
Deux cercles (C5) centrés en E et (C6) centrés en E', de même rayon |EA|, se croisent en A et un deuxième point O, qui est le milieu de |AD|.